# Аксарово
Акса́рово (рос. Аксарово, башк. Аҡһары) — присілок у складі Куюргазинського району Башкортостану, Росія. Входить до складу Мурапталовської сільської ради.
Населення — 321 особа (2010; 335 в 2002).
Національний склад:
- башкири — 89%